# Вылеты развёртки

Вылеты развёртки обозначены красным цветом. Жёлтая рамка соответствует сюжетно-важной области, а зелёная — область отображения титров

Вы́леты развёртки (англ. Overscan) — внешняя часть телевизионного растра, не отображаемая на большинстве кинескопных телевизоров из-за наличия пустой области и возможных искажений в этой части изображения. В аналоговом телевидении выполняют функцию, аналогичную печатным вылетам в полиграфии.

## Назначение
Вылеты по краям активной части телевизионного растра предназначены для маскировки искажений видеосигнала и запаса гашения на краях кадра.
Последний используется с начала существования телевидения, основанного на электронно-лучевых трубках, и образуется благодаря запасу длительности гасящих импульсов, превышающих длительность обратного хода развёрток. Ещё одной причиной использования вылетов стал эффект «заплывания», то есть колебания размеров растра в зависимости от яркости передаваемой сцены, ещё больше затруднявшие стандартизацию размера отображаемого кадра.  
С тех пор развёртка бытовых телевизоров настраивается так, чтобы её часть уходила за пределы экрана: особенно актуально это было в телевизорах с сильно закруглёнными кинескопами, использовавшимися во времена разработки стандартов. С появлением видеозаписи вылеты используются для маскировки искажений видеосигнала, связанных с переключением видеоголовок, происходящим в начале активной части полукадра. Неточность переключения и дефекты записи синхросигнала, присущие большинству видеомагнитофонов, приводили к искажению верхнего края изображения. 
Наличие вылетов развёртки заставляет производителей передающей аппаратуры и телевизоров ограничивать полезную часть передаваемого изображения. Бытовые телевизоры с кинескопом не отображают эту область, чтобы обеспечить чёткие края, однако отсечение вылетов не стандартизировано, допуская расхождения между устройствами разных производителей, моделей и даже отдельными экземплярами. В то же время, студийные мониторы и электронные видоискатели профессиональных передающих камер показывают передаваемый растр полностью для точного контроля композиции сцены. Такая настройка, как и в видеокартах, называется англ. Underscan.
Вылеты, ограничивающие телекадр с четырёх сторон в зарубежных источниках получили название англ. Overscan и должны учитываться при оцифровке аналогового видео, несмотря на то, что содержат изображение. Большинство видеокарт отображает изображение с вылетами растра, позволяя выводить изображение с компьютера на ТВ-экран полностью. В некоторых случаях это приводит к тому, что становятся видимы дефекты краёв изображения, получаемые в процессе сканирования киноплёнки или оцифровки аналоговой видеозаписи.

## Современное использование вылетов

Пример кадра с видимым тайм-кодом VITC

Совершенствование конструкции генераторов развёртки и питания электронно-лучевых трубок позволило точно стандартизировать размеры отображаемой части растра. Современные видеокамеры и телевизоры основаны на совершенно других технологиях с фиксированными отображающими элементами и, по сравнению с трубочными, вообще не допускают колебаний размеров изображения и его «заворота». Тем не менее, в современном аналоговом телевидении вылеты развёртки необходимы для совместимости с телевизорами, отсекающими их. Кроме того, при воспроизведении домашнего аналогового видео выход развёртки за пределы экрана помогает скрыть дефекты изображения.
Даже при отсутствии искажений в область вылетов часто попадает служебная информация. Область гашения в аналоговом телевидении используется для передачи служебной информации, такой как субтитры, телетекст и испытательные сигналы, используемые для настройки передающего оборудования. Разновидность временно́го кода SMPTE/EBU, называемая VITC (англ. Vertical Interval Time Code — полукадровый временной код) стандартизирована для записи вращающимися головками видеомагнитофонов во время кадрового гасящего импульса в той части строк, которые примыкают к активной части кадра. Поэтому биты VITC, отображаются в виде «квадратиков» в верхней части изображения при слишком малом размере растра в режиме Underscan. На большинстве бытовых телевизоров, отрезающих вылеты, эти артефакты не наблюдаются.

## Отображение в компьютерах
ЭЛТ-мониторы для компьютеров установлены в режим сжатой развёртки Underscan с регулируемыми чёрными полосами по краям экрана. На ЖК-мониторах, подключенных по интерфейсу DVI, нет такой настройки, потому что все пиксели имеют фиксированное положение. Таким образом, все современные компьютеры могут обеспечивать отображение полного растра, включая вылеты. Однако, аналоговые видеоинтерфейсы, такие как VGA, подвержены временны́м искажениям, критичным для ЖК-мониторов. Когда видео или анимация создаётся для просмотра на компьютере (например, Flash ролики), нет никакой необходимости оставлять дополнительное содержимое за пределами границ сюжетно важной области. Если такой контент создаётся для показа по телевидению, вылеты необходимы для совместимости с разными типами телевизоров.
Игровые видеоприставки разработаны с таким учётом, чтобы сюжетно важная часть игры находилась в ещё меньшей области, предназначенной для титров. Более старые системы делались с защитным обрамлением изображения, например, приставка Nintendo Entertainment System давала изображение с чёрными полосами по краям, видимыми на некоторых телевизорах. Новые системы вписывают контент в рамку так, чтобы была видна сюжетно важная часть, заполняя при этом запасную область ненужными деталями. 
В связи с широким разнообразием домашних компьютеров, которые выпускались в 1980-х и начале 1990-х, множество машин, таких как Sinclair Research Ltd ZX Spectrum или Commodore 64 (C64), имели защитную рамку в области вылетов. Некоторые другие компьютеры, такие как Commodore International Amiga, позволяли изменять видеосигнал для создания нерабочей области. В случае C64 и Atari ST была возможность убрать запретную зону вылетов, используя специальное кодирование. Этот эффект в 16-битном компьютере для демонстраций Atari назывался полноэкранным режимом, и позволил усовершенствовать технику ресурсоёмкого перемещения изображения по вертикали, названную позже синхро-прокруткой (англ. sync-scrolling).

### Захват видео
Единого мнения о необходимости обрезки вылетов при видеозахвате не существует. Есть сторонники оцифровки полного кадра, считающие обрезку нарушением  целостности композиции. Однако, видеозаписи на бытовых видеокассетах, особенно VHS, требуют кадрировки из-за искажений по краю развёртки, особенно заметных на архивных записях. Кроме того, без обрезки вылетов в большинстве случаев становятся видимы чёрные полоски запаса гашения. В случае сохранения вылетов предпочтительна обрезка чёрной области, незначительно увеличивающей объём данных.
Платы видеозахвата, работающие в качестве HD (высокого разрешения) видео, не учитывают вылеты растра и рассчитаны на полное отображение кадра, свободного от запаса гашения. 
Видео высокой чёткости, изначально рассчитанное на квадратный пиксель, не нуждается в кадрировании или масштабировании. Дополнительная кадрировка необходима при наличии пустых областей, образованных за счёт несовпадения соотношения сторон оригинального изображения и использованного стандарта, главным образом, при использовании леттербоксинга.
Небольшое последующее кадрирование может быть необходимо для удаления чёрных полос, видимых на кадре с соотношением сторон 14:9. Кроме того, ширина обрезки может непредсказуемо изменяться  в зависимости от наличия на краях видео сюжетно важных деталей.

## Внешние ссылки
- Синхронизация
- Text on TV screens